# 米樂

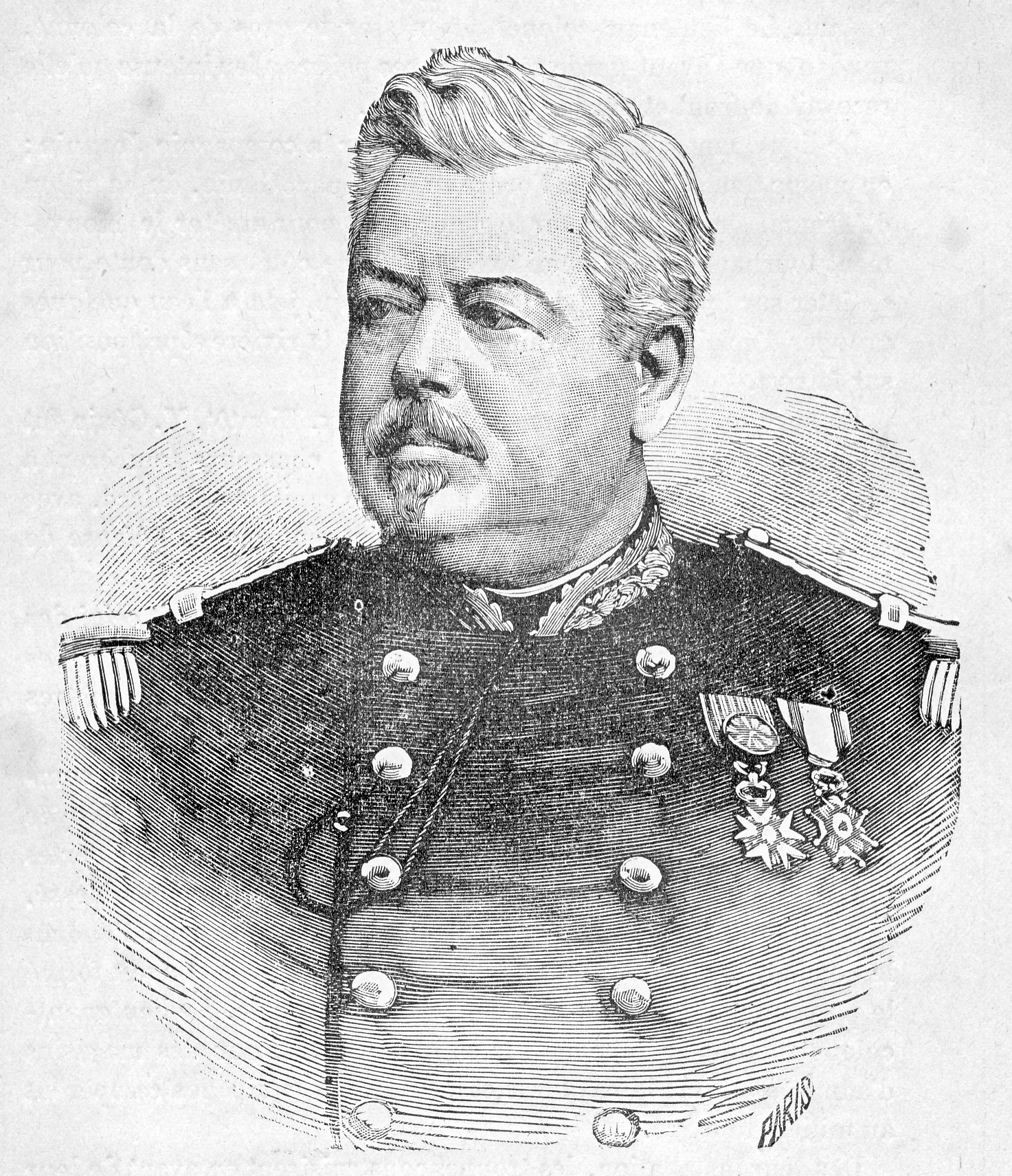
米樂

夏尔-泰奥多尔·米乐（法語：Charles-Théodore Millot，1829年6月28日—1889年5月17日），法国陆军中将。越南史料稱之為眉臚。

## 生平
米樂出生在科多尔省的奥布河畔蒙蒂尼。后来加入法国海军，曾在非洲作战。
1883年，法国派他率领一个旅的兵力来支援北圻的法军，取代孤拔少将，担任北圻远征队总司令。在北圻的战事中，米乐展现出了出色的军事才能。他中国军队逐出北宁，并乘胜扫荡了周围的中国残兵和黑旗军，以极少的伤亡攻取了太原以及黑旗军的根据地兴化，最终迫使清朝通法国签订《天津专约》。
1884年8月，因法军与清军在红河三角洲一带的观音桥（北丽）发生军事冲突，导致了中法战争爆发。米乐随即被解除总司令职务并调回法国，由波里也少将代之。